# 苏莱尔和布尔
苏莱尔和布尔（法語：Soulaire-et-Bourg，法語發音：[sulɛʁ e buʁ] ⓘ）是法国曼恩-卢瓦尔省的一个市镇，位于该省北部，属于昂热区。

## 地理
苏莱尔和布尔（47°34'45"N, 0°33'11"W）面积18.08 平方千米，位于法国卢瓦尔河地区大区曼恩-卢瓦尔省，该省份为法国西部内陆省份，大致对应安茹地区，北起顺时针与马耶讷省、萨尔特省、安德尔-卢瓦尔省、维埃纳省、德塞夫勒省、旺代省、大西洋卢瓦尔省和伊勒-维莱讷省接壤。
与苏莱尔和布尔接壤的市镇（或旧市镇、城区）包括：布里奥莱、康特奈-埃皮纳尔、谢夫、埃库夫朗、埃屈耶、弗讷。

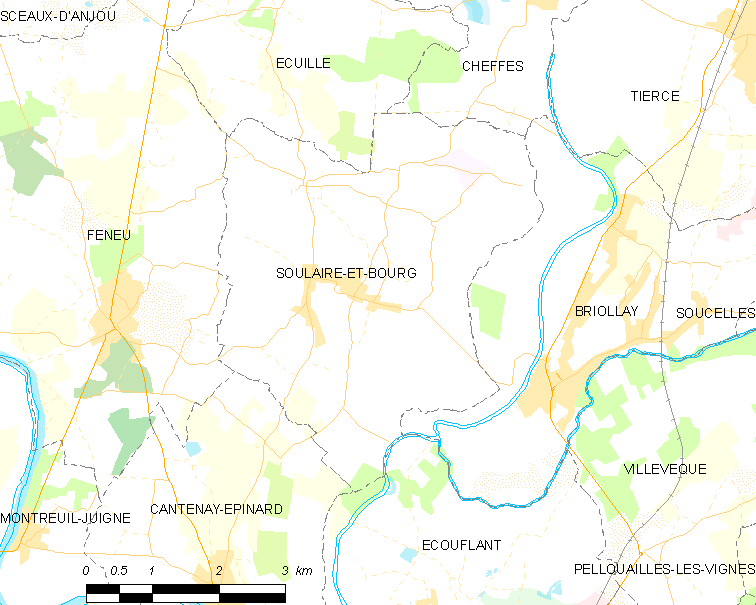
苏莱尔和布尔的OSM定位图

苏莱尔和布尔的时区为UTC+01:00、UTC+02:00（夏令时）。

## 行政
苏莱尔和布尔的邮政编码为49460，INSEE市镇编码为49339。

## 政治
苏莱尔和布尔所属的省级选区为昂热第五县。

## 人口

1962-2008年间苏莱尔和布尔人口变化图示

苏莱尔和布尔于2022年1月1日时的人口数量为1477人。